# 扎列索沃區

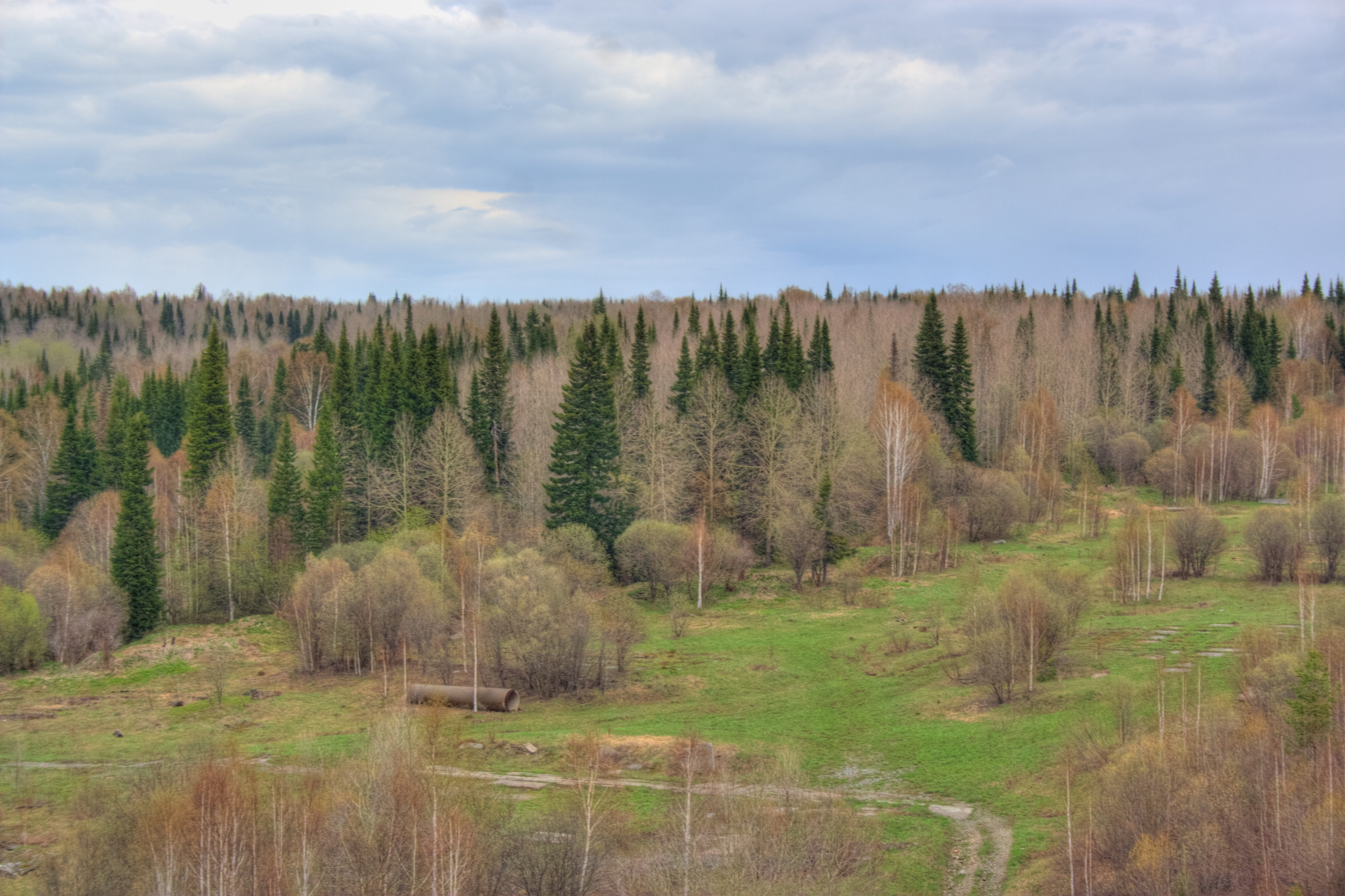

53°59′30″N 84°44′20″E / 53.99167°N 84.73889°E
扎列索沃區（俄语：Залесовский район），是俄羅斯的一個區，位於該國南部，由阿爾泰邊疆區負責管轄，面積3,274平方公里，2010年人口15,074，人口密度每平方公里4.6人。